# 阿尔韦托·冈萨雷斯

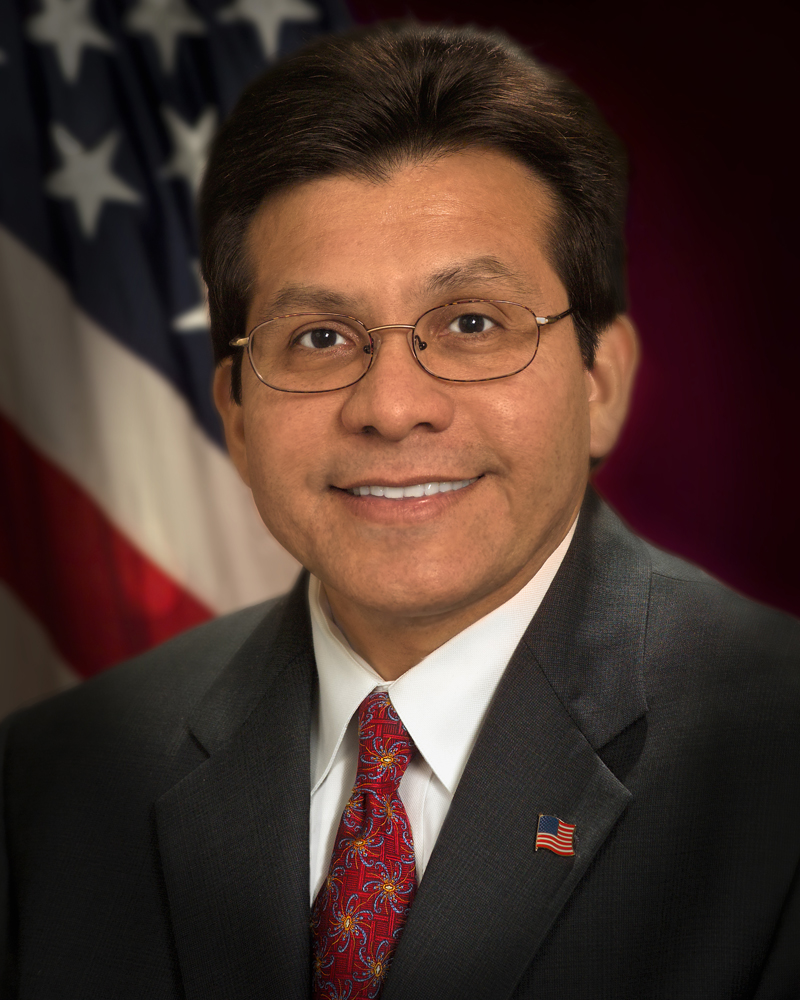
阿尔韦托·冈萨雷斯

阿尔韦托·冈萨雷斯（1955年8月4日—，生于得克萨斯州圣安东尼奥），美国律师、政治人物，美国共和党黨员，曾任美国司法部长（2005年-2007年）。
2007年8月27日宣布辞职。